# OSS 117: Ztracen v Riu
OSS 117: Ztracen v Riu (v originále OSS 117: Rio ne répond plus) je francouzská komedie z roku 2009, kterou režíroval Michel Hazanavicius. Jedná se o druhou část trilogie, která navazuje na film Agent 117. Třetí díl Srdečné pozdravy z Afriky byl uveden v roce 2021. Snímek měl světovou premiéru dne 15. dubna 2009.

## Děj
V roce 1967 si agent OSS 117 užívá poklidnou dovolenou v Gstaadu ve Švýcarsku. Je však náhle přepaden čínskými gangstery, které jednoho po druhém zabije. Hubert Bonisseur de La Bath, francouzský tajný agent SDECE, nyní ve službách Francouzské páté republiky vedené generálem de Gaullem a jeho premiérem Georgesem Pompidouem, dostává rozkaz od svého nadřízeného Armanda Lesignaca jet do Ria de Janeira. Zde musí získat mikrofilm obsahující seznam bývalých francouzských kolaborantů držených během druhé světové války, který vlastní bývalý nacistický úředník. Během své mise upoutá pozornost izraelského Mossadu.

## Obsazení
| Jean Dujardin        | Hubert Bonisseur de La Bath / OSS 117 |
| Louise Monot         | Dolorès Koulechov                     |
| Rüdiger Vogler       | von Zimmel                            |
| Alex Lutz            | Heinrich / Friedrich von Zimmel       |
| Reem Kherici         | Carlotta / slečna Frieda              |
| Pierre Bellemare     | Armand Lesignac                       |
| Serge Hazanavicius   | Staman                                |
| Laurent Capelluto    | Kutner                                |
| Moon Dailly          | komtesa                               |
| Walter Shnorkell     | Fayolle                               |
| Philippe Hérisson    | Mayeux                                |
| Nicky Marbot         | Castaing                              |
| Christelle Cornil    | slečna Ledentu                        |
| Vincent Haquin       | Blue Devil                            |
| Joseph Chanet        | Číňan ze CIA                          |
| Patrick Vo           | čínský pilot                          |
| Franck Beckmann      | Němec                                 |
| Jean-Claude Tran     | Číňan v hotelu                        |
| Yin Bing             | Číňan v hotelu                        |
| Jean-Louis Barcelona | Pichard                               |
| Guillaume Schiffman  | izraelský voják                       |
| Ludovic Bource       | vedoucí orchestru                     |
| Laurent Larrieu      | von Zimmelův muž                      |

## Ocenění
- Cena Jacquese Deraye za francouzský kriminální film
- Mezinárodní festival fantastických filmů v Pučchonu: nominace na nejlepší film
- Křišťálové glóby: nominace na nejlepší film a nejlepšího herce (Jean Dujardin)
- César: nominace v kategoriích nejlepší výprava (Maamar Ech-Cheikh) a nejlepší kostýmy (Charlotte David)
- Cena Magritte: nominace v kategorii nejlepší herec ve vedlejší roli (Laurent Capellut)